# Кощей. Начало
«Кощей. Начало» —  российский полнометражный фэнтезийный приключенческий анимационный фильм студии «Паровоз», основанный на популярном мультсериале  «Сказочный патруль». Премьера мультфильма состоялась 28 октября 2021 года во всех кинотеатрах, а также на онлайн-платформах «Кинопоиск» и «Okko». Телевизионная премьера мультфильма состоялась 12 февраля 2022 года на телеканале «Карусель», 8 мая 2022 года на телеканале «СТС» и 8 апреля 2023 года на телеканале «МУЛЬТ».

## Сюжет
В давние времена люди и сказочные существа жили вместе. Пока в Дивноземское княжество не нагрянул Белый призрак, безжалостный монстр, способный уничтожить весь мир. Но лишь одному герою под силу остановить чудище. Он молод, силен, красив, бессмертен, а еще водит байк… Его зовут Кощей.

## Съёмочная группа
| Режиссёр               | Андрей Колпин                                                                                      |
| Сценарий               | Евгений Головин, Мария Парфёнова, Антон Ланшаков                                                   |
| Продюсеры              | Роберт Гндолян, Татьяна Цыварева, Евгений Головин, Антон Сметанкин, Марианна Галстухова-Сметанкина |
| Композиторы            | Сергей Боголюбский, Дария Ставрович                                                                |
| Художники-постановщики | Татьяна Петровска, Андрей Осадчих, Андрей Ромашихин                                                |

## Роли озвучивали
| Актёр               | Роль                                                                         |
| ------------------- | ---------------------------------------------------------------------------- |
| Никита Волков       | Кощей Бессмертный                                                            |
| Ирина Старшенбаум   | дриада Мэй                                                                   |
| Тимур Родригез      | Меч Кладенец                                                                 |
| Арсений Перель      | Бао                                                                          |
| Мирослава Карпович  | Алёнка                                                                       |
| Полина Кутепова     | Снежка                                                                       |
| Ольга Кузьмина      | Варя                                                                         |
| Юлия Александрова   | Маша                                                                         |
| Ирина Медведева     | Ядвига Петровна                                                              |
| Юлия Зимина         | Василиса Васильевна (Вась-Вась)                                              |
| Юрий Гальцев        | Водяной                                                                      |
| Владислав Ветров    | хранитель Лихо                                                               |
| Павел Баршак        | Князь Белояр                                                                 |
| Диомид Виноградов   | Василий, Соловей-Разбойник, Ерёма, автопилот ступы, охранники, Князь Володар |
| Андрей Рожков       | Кот Учёный                                                                   |
| Анастасия Володина  | Кити                                                                         |
| Даниил Эльдаров     | дружинники                                                                   |
| Анфиса Вистингаузен | голос за кадром                                                              |

## Саундтрек
1. Песня Акробатки Мэй (Музыка — Сергей Боголюбский, Дария Ставрович. Слова – Мария Парфёнова. Исполняет — Дария Ставрович)
2. Друидская песня (Музыка — Сергей Боголюбский, Дария Ставрович. Слова – Мария Парфёнова, Дария Ставрович. Исполняет — Дария Ставрович)
3. Песня Водяного (Музыка — Александр Биллион. Слова – Мария Парфёнова. Исполняет — Евгений Головин)
4. Песня Кити (Музыка — Сергей Боголюбский, Дария Ставрович. Слова – Мария Парфёнова. Исполняет — Дария Ставрович)
5. Не забывай (Музыка — Сергей Боголюбский, Дария Ставрович. Слова – Мария Парфёнова. Исполняет — Дария Ставрович)
6. Фортуна Хорелло (Музыка — Сергей Боголюбский, Дария Ставрович. Слова – Дария Ставрович. Исполняет — Дария Ставрович)
7. В сказке всякое бывает (Музыка — Сергей Боголюбский, Дария Ставрович. Слова – Мария Парфёнова. Исполняют — Юлия Александрова и Дария Ставрович)

## Награды и номинации
- 2022 — лауреат Российской национальной премии в области детского кино и телевидения «ТЭФИ-Kids» в номинации «Лучший анимационный фильм»[2].
- 2022 — приз XXVII Открытого российского фестиваля анимационного кино в номинации «Лучший полнометражным фильм» (г. Суздаль)[3].
- 2023 — лауреат VI Большого детского фестиваля в номинации «Лучший анимационный фильм для детей. Полный метр»[4].